# اشتانفورد ام اوسیاخر سی
اشتانفورد ام اوسیاخر سی (به آلمانی: Steindorf am Ossiacher See) یک منطقهٔ مسکونی در اتریش است که در ناحیه فلدکیرشن واقع شده‌است. اشتانفورد ام اوسیاخر سی ۳٬۷۰۷ نفر جمعیت دارد.